# Nieuwegeinmetrobrug
De Nieuwegeinmetrobrug (brug 9114) is een bouwkundig kunstwerk in Amsterdam-Zuidoost.

## Brug
Hier lag eeuwenlang niets anders dan agrarisch gebied en de Rhijnspoorlijn. In 1966 begon gemeente Amsterdam met het uitvoer van de plannen die zouden leiden tot de aanleg van de Oostlijn; het zou nog tot 1970 duren voordat er gebouwd zou gaan worden. Vanaf dan wordt de omgeving aangepast aan de komst van de metro. In 1977 volgden testritten met de metrostellen en op 16 oktober 1977 werd de Oostlijn in gebruik genomen al was het richting stad nog maar tot metrostation Weesperplein.
De ontwerpers van dienst Sier van Rhijn en Ben Spängberg van de Dienst der Publieke Werken ontwierpen het metrostation Holendrecht, dat lijkt op de andere stations aan deze lijn. Het metrostation kent twee in- en uitgangen (noordelijk en zuidelijk eind). Brug 9114 (op tekening br114) overspant en vormt de noordelijke in- en uitgang. Vanuit het viaduct leidt de “slurf” naar het perron. De overspanningen droegen vanaf het begin niet alleen de metrosporen, maar ook de spoorrails van Spoorlijn Amsterdam-Utrecht, toen op het baanvak tussen Station Amsterdam Bijlmer en Station Abcoude; de spoorrails lagen aan de buitenzijden van de metroviaducten, de metrosporen centraal.
De Nieuwegeinmetrobrug(gen) bestaat/bestaan uit twee betonnen bakken, waarop per richting trein en metro konden rijden, gescheiden door een open ruimte. Later werd die twee metrobruggen aan beide zijden weer geflankeerd door twee spoorbruggen in verband met de verdubbeling van het spoor tussen Amsterdam en Utrecht. Door sporen qua richting te ruilen werd metrostation Holendrecht ingepast tussen beide perrons van de spoorlijn. Zowel metro- als treinstation gingen verder onder de naam Station Amsterdam Holendrecht. Het westelijke spoorviaduct is te herkennen aan dat het gebouwd is op de wijkende keermuur van het metrostation. De viaducten van Van Rhijn en Spängberg zijn te herkennen aan het gele en lichtblauwe tegelwerk als ook gele balustrades.
De metro- en spoorviaducten danken sinds 2017 hun naam aan de Nieuwegeinlaan, die parallel loopt aan de sporen en een doorgaande route zonder woningen is langs de wijk Holendrecht-West. Die straat is op haar beurt vernoemd naar de plaats Nieuwegein. Ter hoogte van brug 9114 werd vanwege de splitsing langzaam en snel verkeer brug 1306 gelegd.

## Kunst
Tussen de twee originele betonnen bakken zijn drie kunstwerken te zien: 
- Tension pieces van Shlomo Koren
- titelloze kleurvlakken van een onbekende kunstenaar
- belettering van het station naar een typografie van René Knip, gebakken door Koninklijke Tichelaar Makkum

## Afbeeldingen

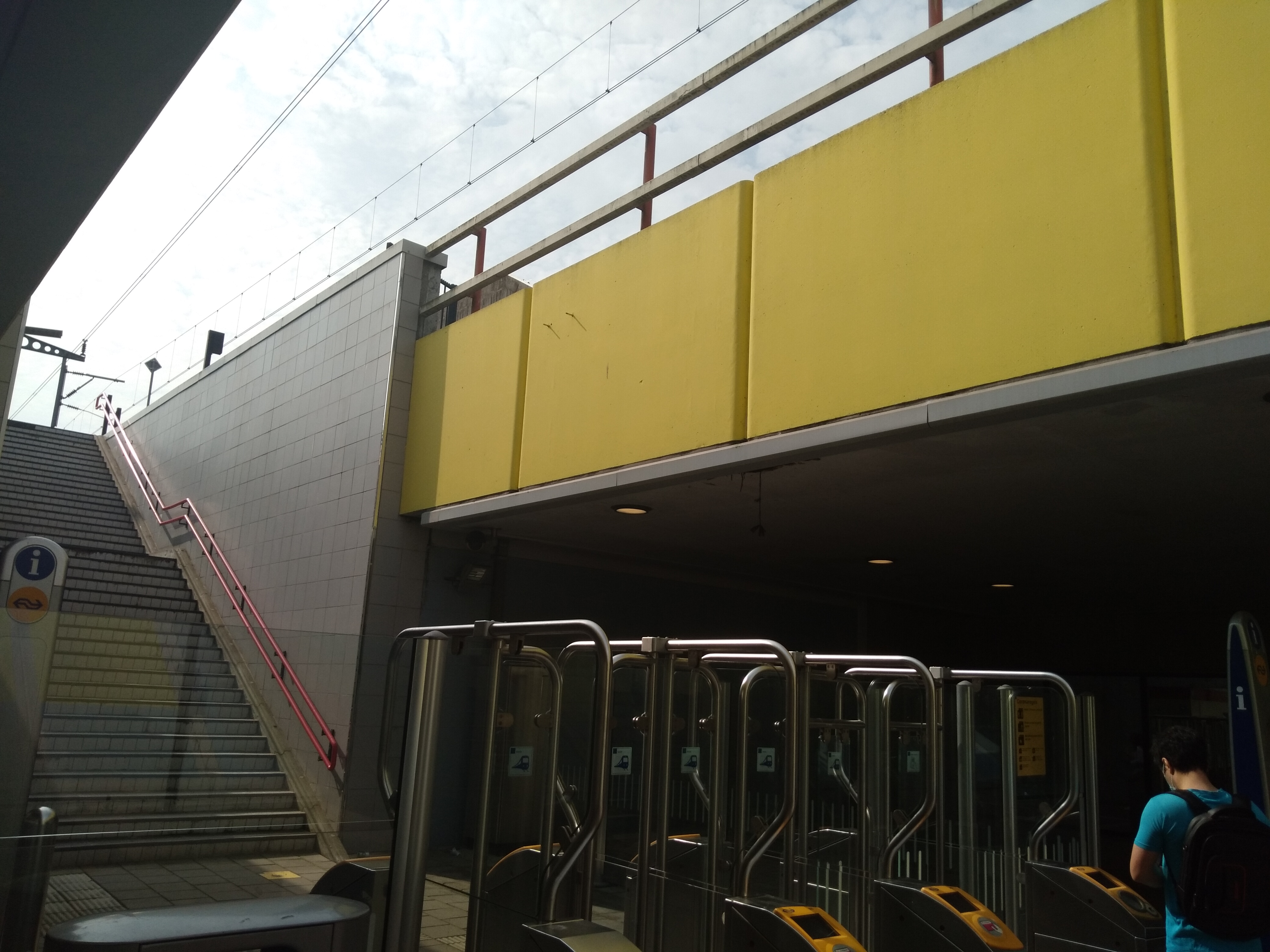
Zuidelijk deel richting perrons (augustus 2021)
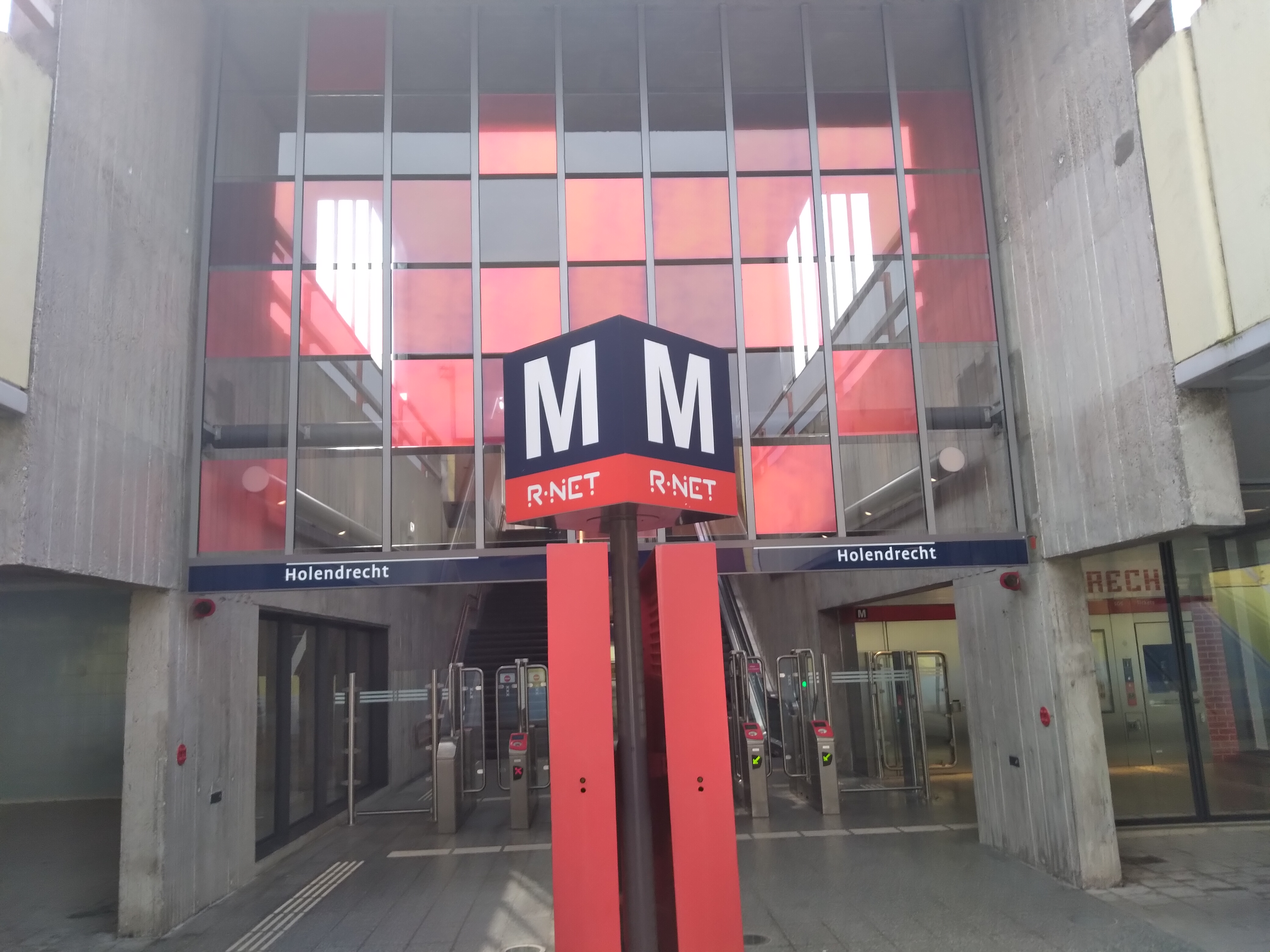
Kleurvlakken (augustus 2021)
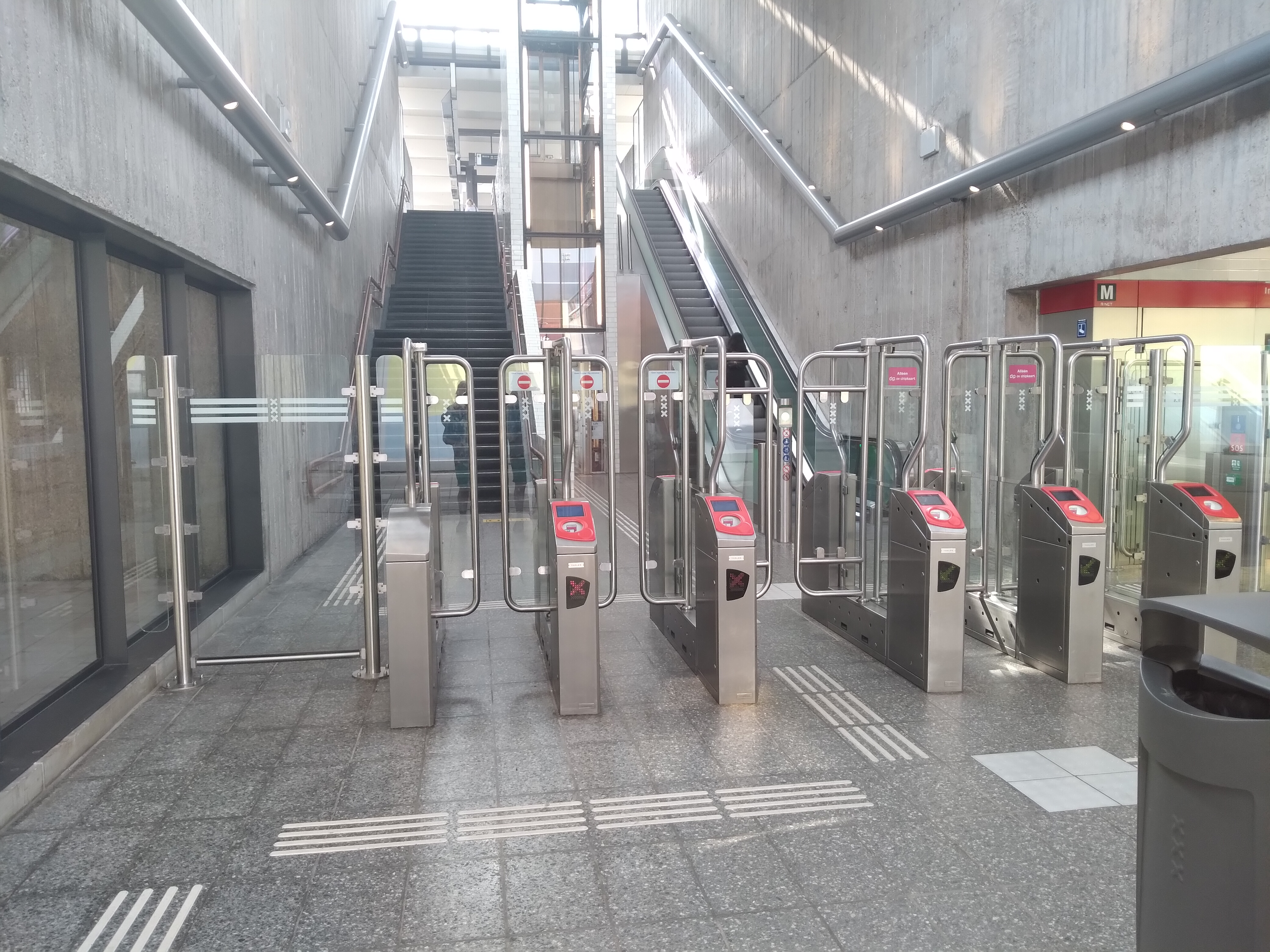
De slurf (augustus 2021)
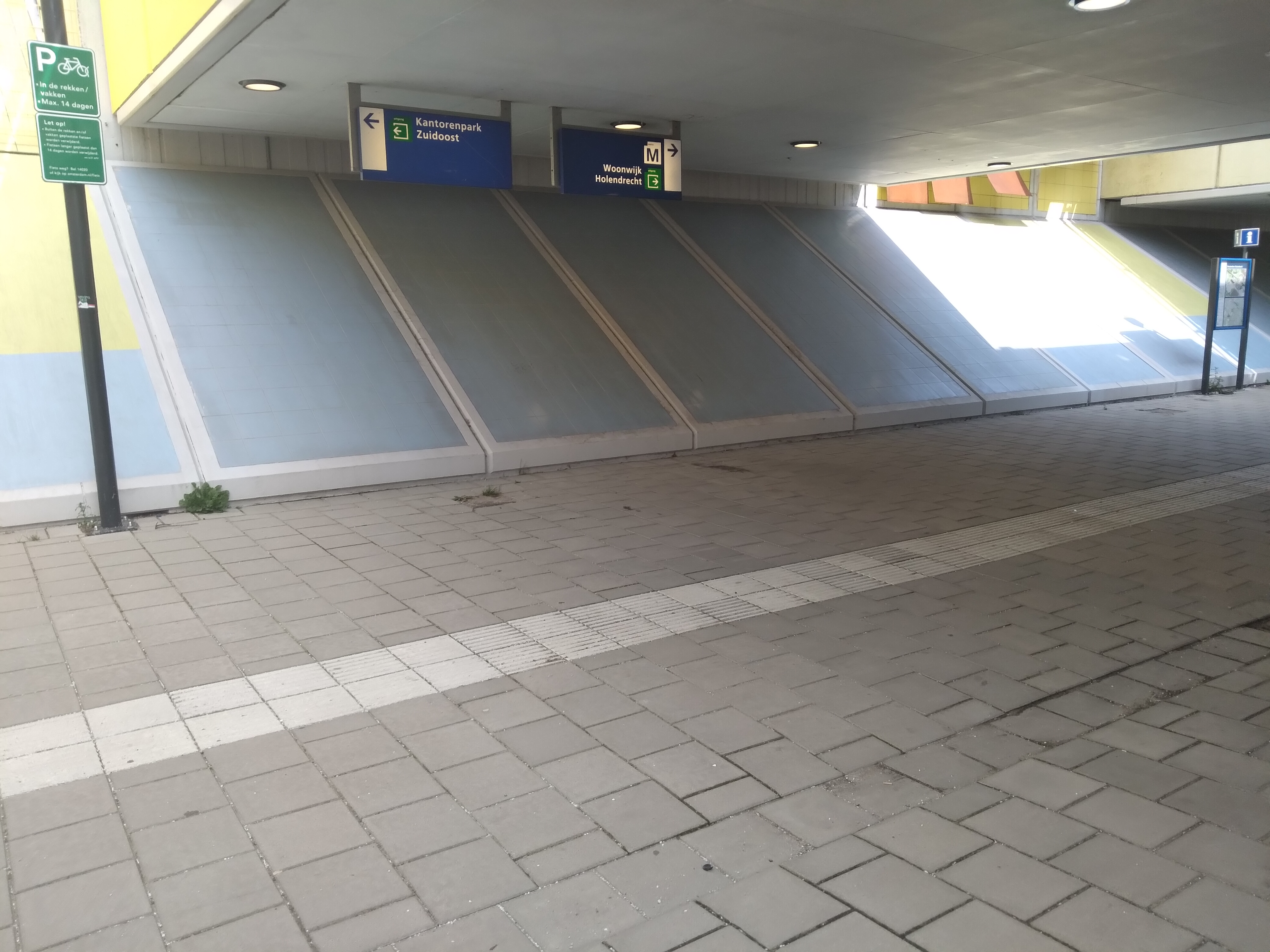
Tegelvlakken metrobruggen (augustus 2021)
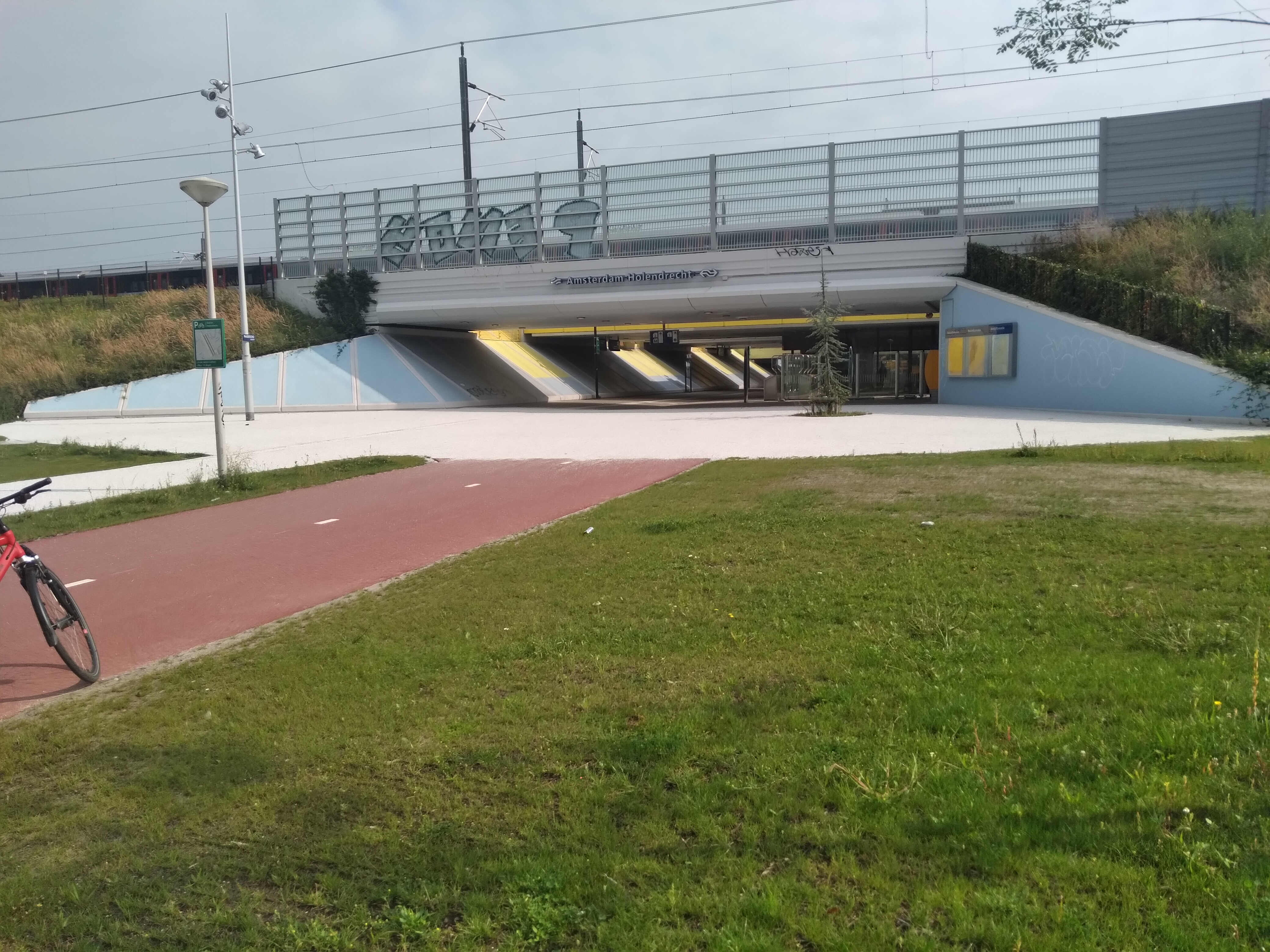
Nieuwegeinspoorbrug voor de Nieuwegeinmetrobrug (gele lijn van links naar rechts, augustus 2021)